# استر یو
یو شوشین (چینی ساده: 虞书欣; پین‌یین: Yú Shūxīn؛ زادهٔ ۱۸ دسامبر ۱۹۹۵) همچنین با نام استر یو (انگلیسی: Esther Yu) نیز شناخته می‌شود، بازیگر و خواننده چینی است. او یکی از اعضای گروه THE9 بوده‌است، گروه دخترانه‌ای که از طریق برنامه رقابتی شبکه آی‌چی‌یی به نام جوانی با تو ۲ تشکیل شده بود.

## اوایل زندگی
یو زادهٔ شانگهای، چین و تنها فرزند خانواده‌اش است. والدینش افراد مهم و بانفوذی در املاک و مستغلات و صاحب چند شرکت نیز هستند. خود یو شوشین نیز سهام‌دار و صاحب کسب و کارهای زیادی است.